# Cypripedium wumengense
Cypripedium wumengense é uma espécie de orquídea terrestre, família Orchidaceae, que habita o nordeste de Yunnan, na China.